# Sigeheard
Sigeheard est roi d'Essex au tournant du VIIIe siècle.

## Biographie
Sigeheard est l'un des fils du roi Sæbbi. Il succède à son père vers 693 ou 694, conjointement avec son frère Swæfred, lorsque Sæbbi décide d'abdiquer pour se retirer dans un monastère,.
Faute de sources, le règne de Sigeheard et Swæfred est mal connu. Bède le Vénérable s'intéresse davantage à leur cousin Offa, qui partage le pouvoir avec eux pendant un certain temps jusqu'à sa propre abdication, en 709.
On ignore quand Sigeheard et Swæfred cessent de régner après l'abdication d'Offa. Leur successeur (direct ou indirect ?) Swæfberht meurt en 738.